# Rautendorf
Rautendorf (plattdeutsch Rutendorp) ist ein Ortsteil der Gemeinde Grasberg im Landkreis Osterholz in Niedersachsen.

## Geschichte
Rautendorf wurde im Rahmen der Moorkolonisierung des Teufelsmoores im Jahr 1762 gegründet. In den 1780er Jahren hatte der Ort 32 Haushalte mit 76 Erwachsenen und 86 Kindern und damit insgesamt 162 Einwohner. Im Jahr 1910 wurden 569 Einwohner gezählt.
Der Ort wurde am 1. März 1974 im Rahmen der Gebietsreform mit anderen Orten zur Gemeinde Grasberg zusammengeschlossen.